# ライオン級巡洋戦艦
| ライオン級巡洋戦艦     | ライオン級巡洋戦艦 |
| ---------------------- | --- |
| 1915年時の「ライオン」 | |
| 艦級概観               | |
| 艦種                   | 巡洋戦艦 |
| 艦名                   | ライオン プリンセス・ロイヤル クイーン・メリー |
| 前級                   | インディファティガブル級 |
| 次級                   | タイガー |
| 性能諸元               | |
| 排水量                 | 常備：26,270トン（クイーン・メリーは26,770トン） 満載：29,680トン |
| 全長                   | 213.4m |
| 水線長                 | 205.7m |
| 全幅                   | 27.0m |
| 吃水                   | 常備：8.4m 満載：9.3m |
| 機関                   | ヤーロー式石炭・重油混焼水管缶42基 +パーソンズ式直結タービン（高速型・低速型）2組4軸推進 |
| 最大出力               | 70,000hp（クイーン・メリーは75,000hp） |
| 最大速力               | 27ノット（クイーン・メリーは27.5ノット） |
| 航続距離               | 10ノット/5,610海里 23.9ノット/2,420海里 |
| 燃料                   | 石炭：1,000トン（常備）、3,700トン（満載） 重油：1,135トン |
| 乗員                   | 平時：997名 戦時：1,250名 |
| 兵装                   | Mark 5 34.3cm（45口径）連装砲4基 Mark 5 10.2cm（45口径）単装速射砲16基 7.62cm（40口径）単装高角砲4基 53.3 cm水中魚雷発射管単装2基（予備魚雷14本） |
| 装甲                   | 舷側：229mm（機関区水線部のみ）、127～152mm（主砲弾薬庫部）、102mm（水線末端部） 甲板：25～64mm 主砲塔：229mm（前盾）、152mm（側盾）、83mm（天蓋傾斜部）、64mm（天蓋平面部） バーベット部：229mm（甲板上部）、76mm（甲板下部） 副砲ケースメイト部：なし 司令塔：254mm（側盾）、76mm（天蓋） |

ライオン級巡洋戦艦（Lion class battlecruiser）は、イギリス海軍の巡洋戦艦の艦級で同時期に計画・建造されたオライオン級戦艦と対をなす13.5インチ=34.3cm砲を搭載する超弩級巡洋戦艦である。後年、「すてきな猫たち」(Splendid Cats)とあだ名された。

## 概要

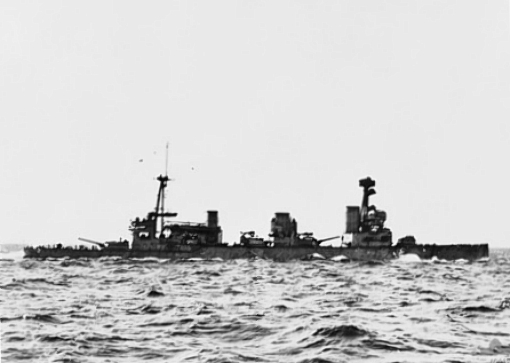
前級である「インディファティガブル」。

イギリス海軍の1909年度計画により2隻「ライオン」と「プリンセス・ロイヤル」が、1910年度計画にて追加で1隻「クイーン・メリー」の計3隻が建造され、これらは1912～1913年に相次いで竣工した。巡洋戦艦としては前級となるインディファティガブル級からの主な改正点は以下の通りである。
- 主砲を34.3cm（13.5インチ）カノン砲に変更
- 主砲塔を全て中心線上配置に変更
- 速力を巡洋艦並みの27ノットへと向上
- 防御力を強化（例：水線装甲を229mmに増加）

これらを実現するために船体サイズはオライオン級戦艦の約22,000トンを上回るサイズの排水量が26,270トン、全長213mという巨艦となった。全長が伸びたお蔭で主砲塔の数こそ従来と変わらず4基のままであったが、砲塔配置はイギリス巡洋戦艦にして初の試みで艦首砲塔を背負い式で2基を配置して首尾線火力を増加し、これに伴って中央部の砲塔は1基となったために後部甲板の砲塔と同じく中心線上配置となった。速力向上のために機関出力は前級の約1.6倍の70,000馬力台に強化されて速力27ノットを発揮した。これは、同時期に建造されたブリストル級防護巡洋艦の速力が25ノット台であったことを比べれば巡洋艦を凌駕する性能である。
なお、1年遅れで建造された3番艦クイーン・メリーは1・2番艦の建造実績により各所が改良されており、大きな部分では機関出力は若干強化されて75,000馬力で速力27.5ノットに向上した。
1911年度海軍計画で更に4番艦が計画されたが、こちらは同時期に日本海軍向けの輸出艦である「金剛型巡洋戦艦」で得られた技術を参考にして更なる改良を加えたため、全く別の艦形を持つ艦として巡洋戦艦「タイガー」として建造された。
第一次世界大戦には3隻ともに参戦し、ヘルゴラント・バイト海戦、ドッガー・バンク海戦、ユトランド沖海戦などに参加。クイーン・メリーがユトランド沖海戦で戦没した。戦後まで生き残った2隻は、ワシントン海軍軍縮条約により廃棄された。

## 艦形

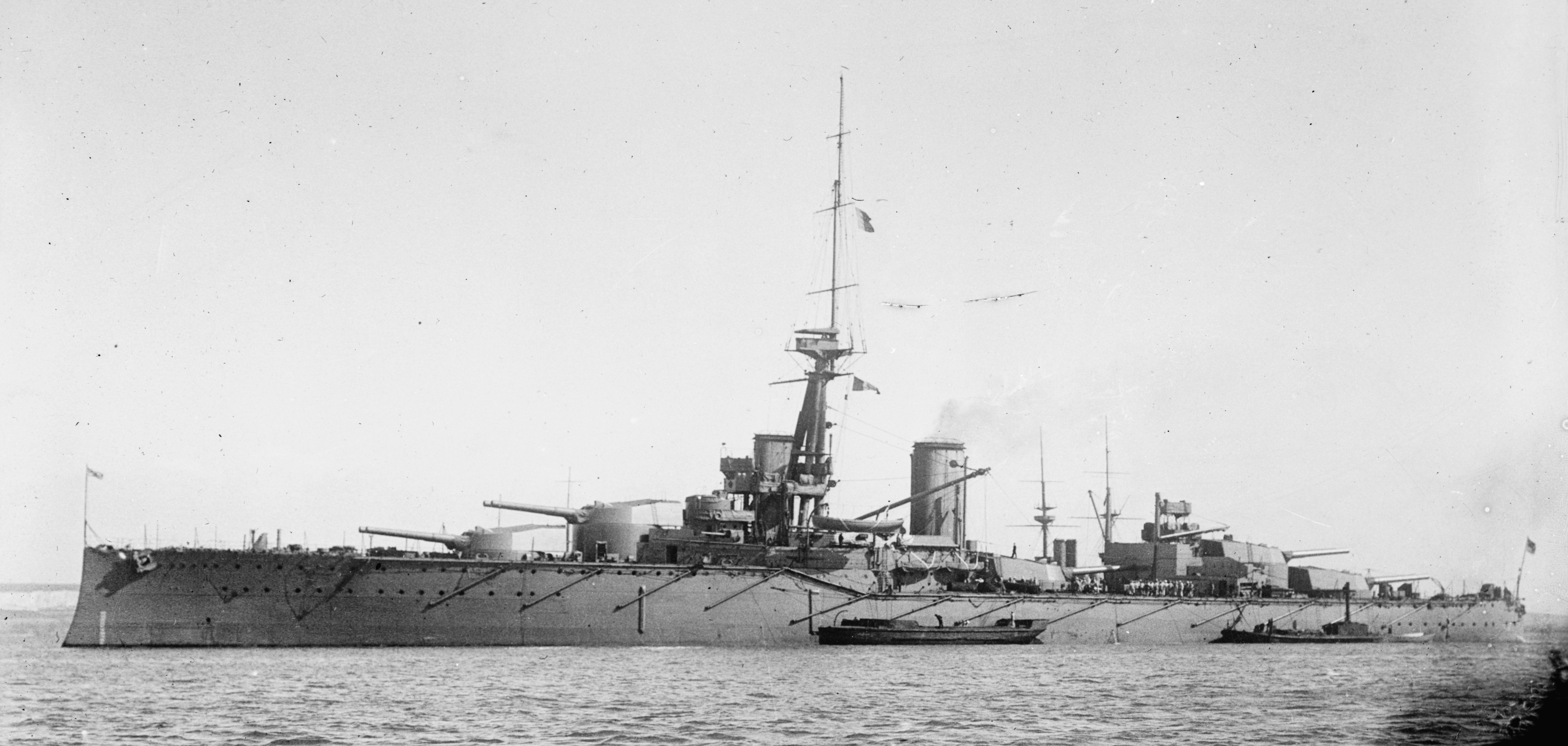
同時期に設計されたオライオン級戦艦「モナーク」の写真。の最前部に位置する1番煙突のために後方にある前部マスト上の測距儀所は煤煙と高熱に悩まされており、竣工時のライオン級も同じ欠陥が生じたために改修で実戦化が遅れた。

本級の船体形状は、前級に引き続き長船首楼型船体を採用しているが、前述通りに主砲塔配置は全て艦の中心線上に配置されていた。艦首は浮力確保のために水線下が突出していた。甲板の傾斜（シア）のまったくない艦首甲板上に、「Mark V 34.3cm（45口径）砲」を収めた連装砲塔を背負い式で2基装備していた。2番砲塔基部から、上方から見て六角形の前部上部構造物が始まり、甲板一段分上がって司令塔の上に簡素な操舵艦橋が配置され、本級の煙突は前級と同じく3本煙突で1番・2番煙突の間に前部マストが立つ。

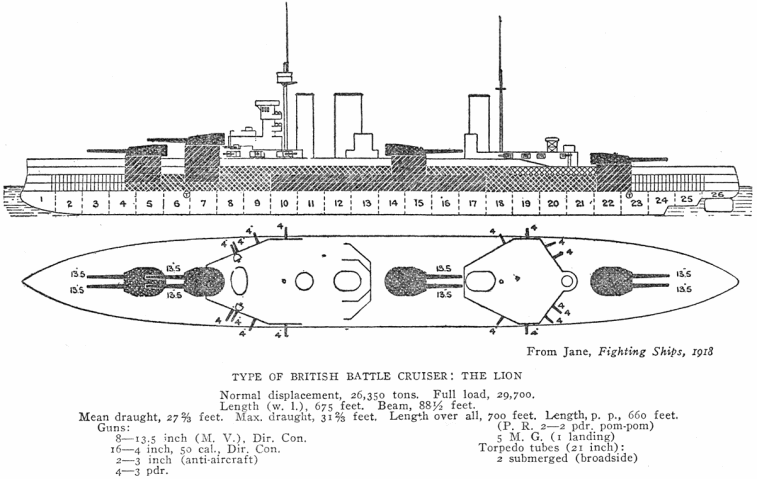
1920年代に描かれた本級の武装・装甲配置を示した図。

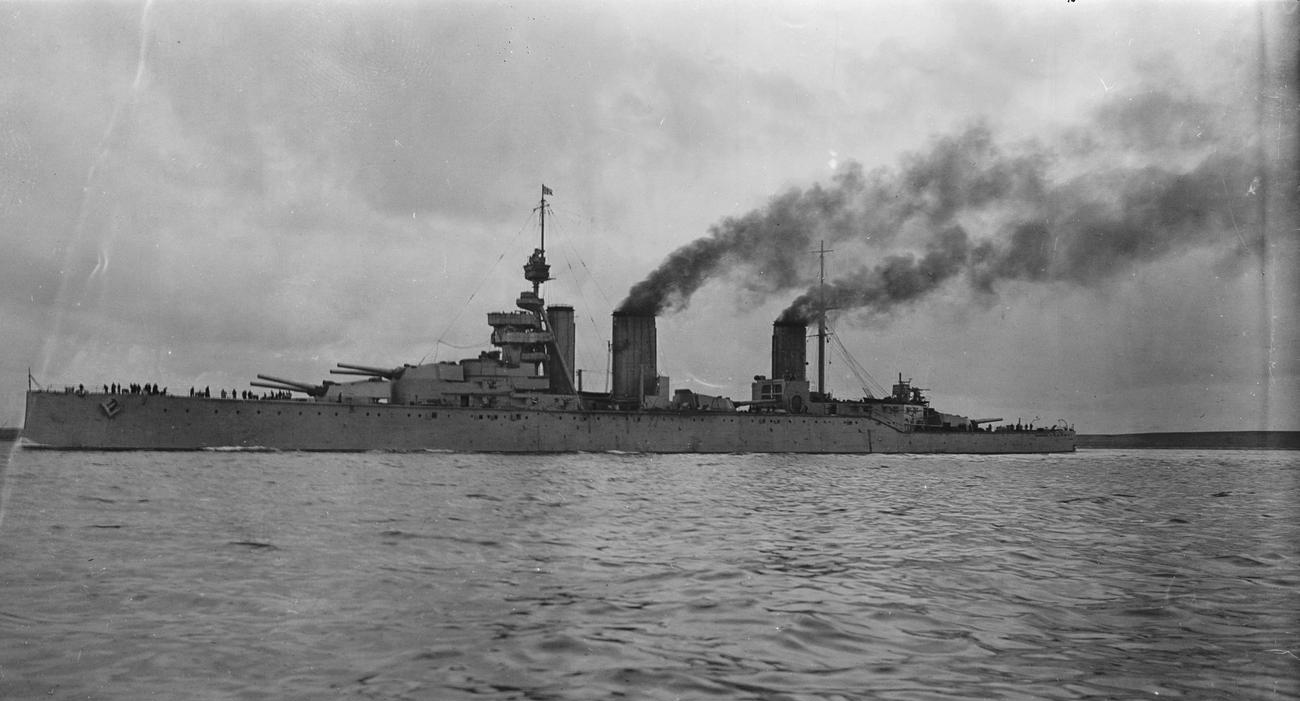
主マストを三脚檣に改装後の「ライオン」。

前部マストは、設計時はオライオン級と同様に頂上部に見張り所を持つ後ろ向きの三脚式であった。しかし1番煙突と2番煙突の間に前部マストを配置したために、風向きによって1番・2番煙突の双方から排出される数百度もの高温の煤煙が頂上部の射撃指揮所を直撃、乗員を火傷させ精密機械を炙る煙害が公試中に判明した。
これにより艦を急遽ドックに送り返して1番煙突を後方にずらし、前部マストの位置を司令塔と1番煙突の間の狭いスペースに設ける工事を行った。このときにマストの形状は艦橋を貫くように単脚式となったが、強度不足が判明して、再びドック入りさせて主脚の後方に幅の狭い副脚を追加した三脚式に改造を行う不手際で実戦化が遅れた。
上部構造物は2番煙突の基部で終了し、2番煙突と3番煙突の間には3番主砲塔が後向きに1基配置された。このために2番・3番煙突の位置は前後に大きく離された独特の配置となった。マストの周囲は艦載艇となっており、通常の戦艦では煙突の周囲は艦載艇置き場となるのだが、本級は中央部に主砲塔を配置した事により、艇が爆風で破砕される危険性があった。そこで2番煙突と3番煙突の基部に、爆風避けの壁（ブラスト・スクリーン）を設け、艦載艇は比較的爆風の及ばない1番煙突と3番煙突の周囲に積み上げられた。艦載艇は2本1組のデリックを片舷2組の計4基で運用された。
3番煙突の基部から前後に長い八角柱型の後部上部構造物が設けられ、その上に単脚式の後部マストと後部司令塔が立つ。甲板一段分下がった後部甲板上には4番主砲塔が後向きに1基配置された。
本級の副砲である「Marks V 1913年型 10.2cm（45口径）速射砲」は前後の上部構造物の側面部にケースメイト（砲郭）配置されたが、全くの無装甲であった。前部上部構造物には上側に1基・下側に3基ずつ、後部上部構造物には4基ずつの片舷8基で計16基が配置された。この武装配置により艦首方向に最大で34.3cm砲4門・10.2cm砲6門、舷側方向に最大で34.3cm砲8門・10.2cm砲8門、艦尾方向に最大で34.3cm砲2門・10.2cm砲4門が指向できた。

## 兵装

### 主砲

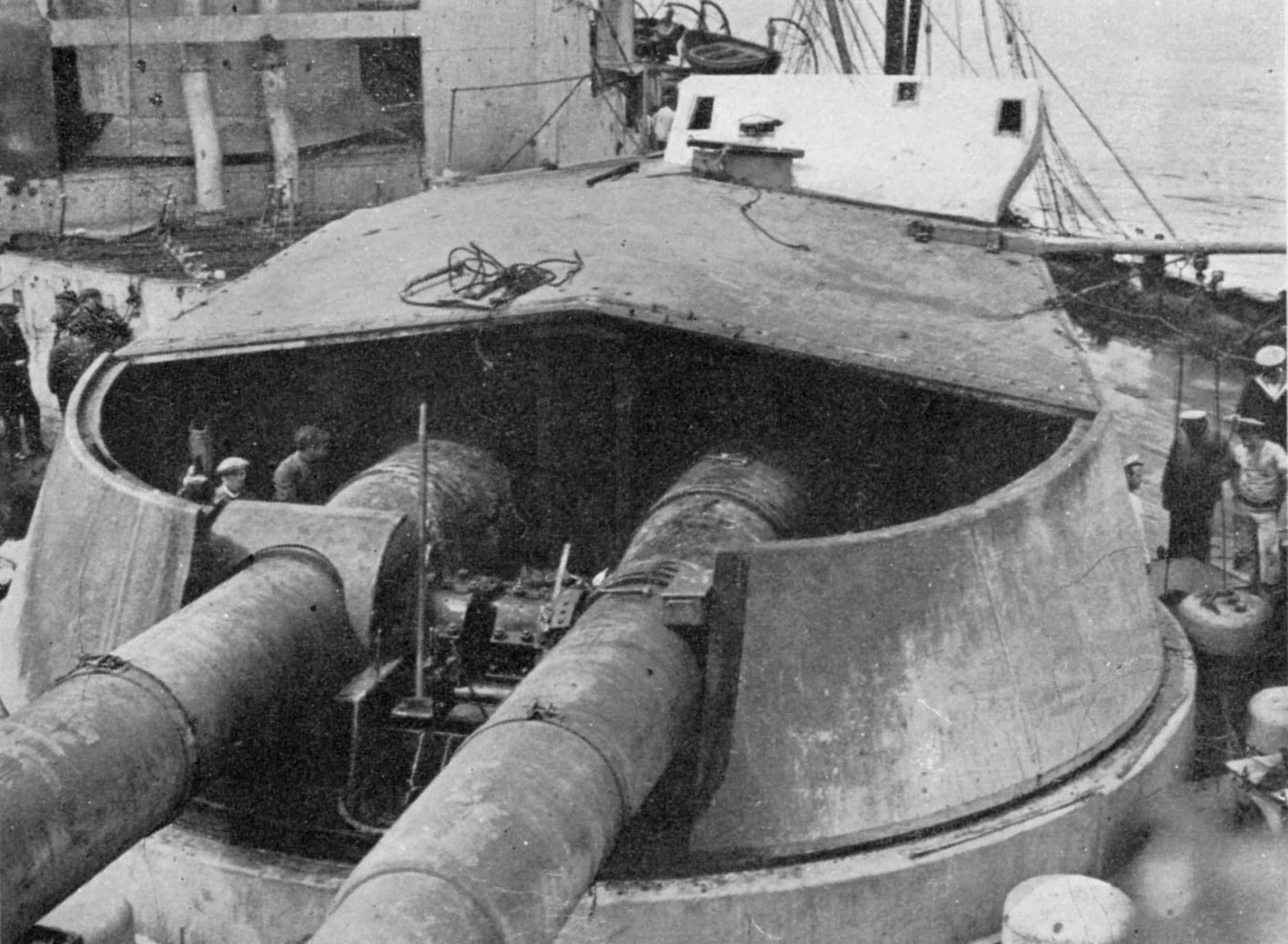
1916年に撮影された「ライオン」の中央部3番主砲塔。格下のドイツ巡洋戦艦「リュッツオウ」の30.5cm砲弾に貫通を許して天蓋と前盾が吹き飛んでいる。この損害により危うく轟沈しかけた。

本級の主砲は新開発の「Mark V 1912年型 34.3cm（45口径）砲」を採用した。その性能は重量567kgの主砲弾を最大仰角20度で射距離21,710mまで届かせる事ができ、射程9,144mで舷側装甲310mmを貫通できる性能を有した。これを連装砲塔に納めた。この砲塔は、コロッサス級戦艦に採用された「Mark XI 30.5cm（50口径）砲」の主砲塔構造を流用した物であったため、構造的に砲弾の重量弾化が出来ない構造であった。なお、この問題に対し、建造時期の遅い「クイーン・メリー」は設計を改めた新型砲塔を採用して改善を図った。砲塔の俯仰角能力は仰角20度・俯角3度で発射速度は毎分1.5発であった。射界は、1番・2番・4番主砲塔は首尾線方向を0度として左右150度の旋回角度を持っていたが、前後を煙突に挟まれた3番主砲塔のみ艦尾方向へは左右30度の範囲で死角があった。

### 副砲、その他武装等

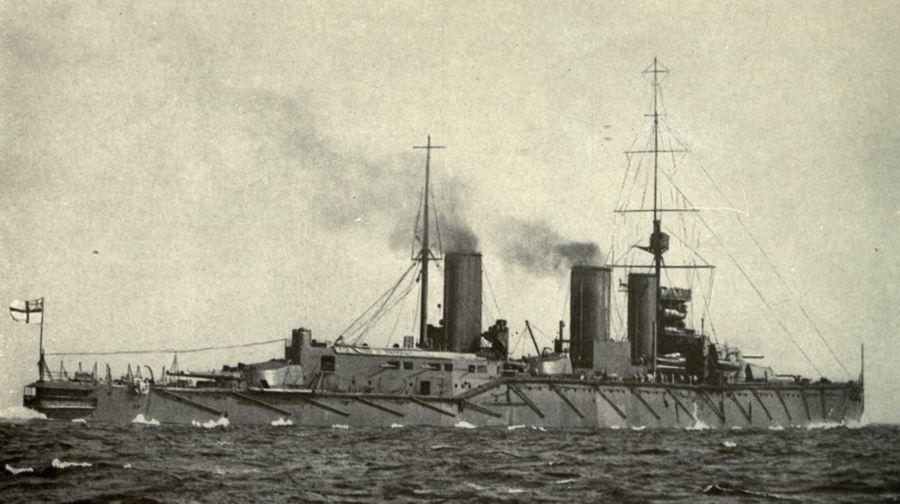
戦没する前に撮影された「クイーン・メリー」。本艦は後期に建造されたために上部構造物が大型化されて副砲の装備位置が改善されていた。

本級の副砲は前級に引き続き10.2cm砲を採用しており、「Marks V 1913年型 10.2cm（45口径）速射砲」を採用した。その性能は重量14.6kgの砲弾を最大仰角30度で射距離12,660mまで届かせる事ができる性能であった。これを単装砲架で16基を搭載した。砲架の上下角度は仰角30度・俯角10度で動力は人力を必要とした。射界は露天では300度の旋回角度を持っていたが、実際は上部構造物により射界に制限があった。発射速度は毎分10～15発。対艦攻撃用に、53.3m水中魚雷発射管を単装で2基装備した。
その他、飛行船からの爆撃が指摘されたために1915年に「ライオン」と「プリンセス・ロイヤル」が7.62cm高角砲を単装砲架で1基を甲板上に搭載した。また、1918年に陸上機1機を運用するための滑走台が3番・4番主砲塔上に設置された。

## 機関
本級の機関配置は第一次大戦前の「装甲巡洋艦」と同じく前部にボイラー室、後部に機関室を置く旧時代的な配置を採っていた。42基のボイラー配置は7部屋あり、それぞれに6基ずつ配置していた。1～3番までの各煙突にそれぞれ10基・20基・12基の順に煙路が担当していたために煙突は全て太さが異なっていた。
これにパーソンズ式の直結タービンを高速型1基と低速型1基を1組として2組で4軸推進で最大出力70,000馬力で速力27.0ノットを発揮した。なお、「クイーン・メリー」のみ最大出力は75,000馬力で27.5ノットであった。
燃料は石炭3,500トン、重油1,135トンでカタログデータは10ノットで5,610海里を航行できたが、20ノットで3,345海里までしか航行できず、巡洋艦のように遠出は出来なかった。

## 防御

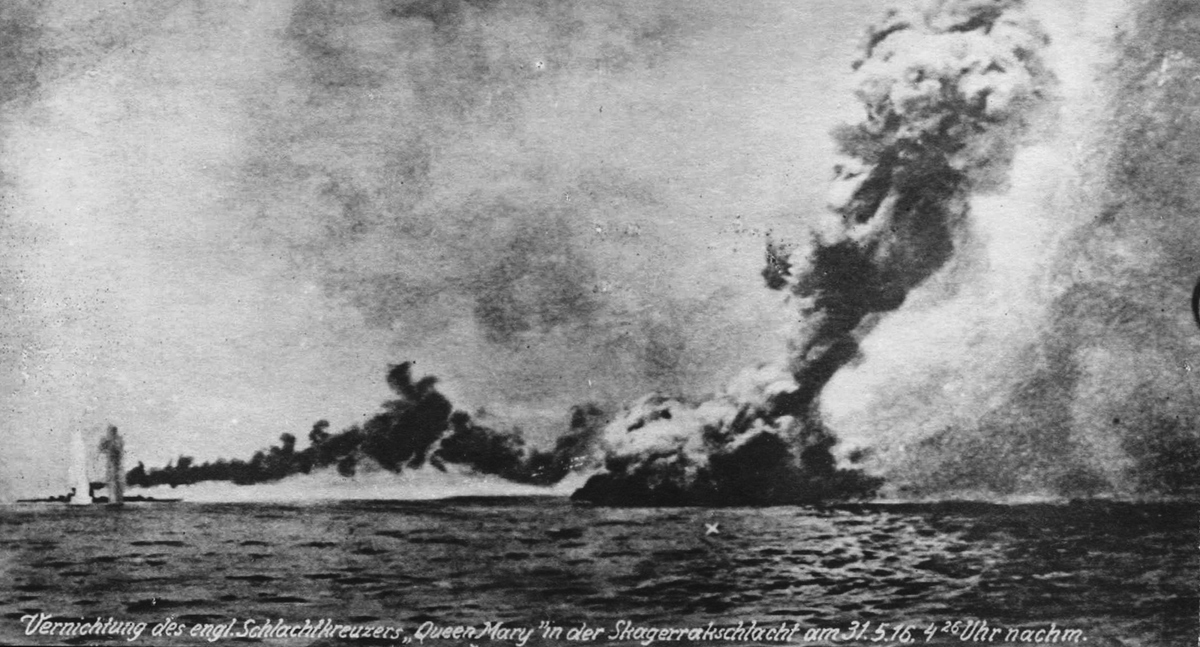
ユトランド沖海戦で爆沈した「クイーン・メリー」。

防御方式は当時の主流として全体防御方式を採用しており、機関部の側面は229mmであったが、主砲塔の弾薬庫の装甲厚は水線部152mmとかなり薄くなっており、主砲に見合った防御力は無かった。甲板部の水平防御については、主防御甲板の装甲厚は合計で64mmでしかなかった。本級の防御力については実戦において証明された。
就役後の1916年に2番・4番主砲塔の天蓋に25mm装甲が追加されて強化された。